# Szlak im. Witaliusza Demczuka
 Szlak im. Witaliusza Demczuka - pieszy szlak turystyczny prowadzący przez tereny Puszczy Kozienickiej i Stromeckiej.
Szlak (pierwotnie na trasie Radom-Warka) został opracowany, a następnie w 1974 roku oznakowany przez działaczy Oddziału PTTK w Radomiu – Witaliusza Demczuka, Adama Kozę, Ludwika Plewika, Konrada Bieleckiego, Halinę Stróżewską oraz Wandę Wolszczakiewicz. Witaliusz Demczuk wraz z synem Krzysztofem w latach 1980–1981 dokonali renowacji znaków na trasie szlaku.

## Przebieg szlaku
- Lesiów PKP
- Stoki
- rezerwat Zagożdżon
- Stanisławów
- Maciejowice
- Brzóza
- Głowaczów
- Studzianki Pancerne
- Grabów nad Pilicą
- Warka